# Francisco Fonseca
José Francisco Fonseca Guzmán (León, 2 ottobre 1979) è un ex calciatore messicano, di ruolo attaccante.

## Carriera

### Club

#### Gli esordi in patria
Cominciò la propria carriera professionistica con il La Piedad, nel torneo Invierno 2001. Dopo due stagioni, trascorse soprattutto come riserva, si trasferì al Pumas UNAM, affermandosi come uno dei più promettenti giovani del calcio messicano. In seguito ad ottime prestazioni nel Clausura e nell'Apertura 2003, poté trovare un posto da titolare nel Clausura 2004, vinto proprio dai Pumas. Vinto anche l'Apertura 2004, nel gennaio 2005 venne ceduto al Cruz Azul.
In campionato ha messo a segno, in totale, 25 gol in 81 presenze per l'UNAM e 25 gol in 48 presenze per il Cruz Azul.

#### Il Benfica e il ritorno in Messico
Il 27 luglio 2006 Fonseca firmò un contratto di quattro anni per il Benfica, la squadra portoghese più titolata. Il suo primo gol per il Benfica arrivò il 21 dicembre 2006, quando, in una gara contro il Belenenses, mise in rete di testa un cross di Nuno Gomes. Segnò altre due reti nel quarto turno della Coppa di Portogallo, un match contro l'Oliveira do Bairro vinto 5-0 dalla sua squadra.
Dopo soltanto mezza stagione al Benfica, Fonseca è tornato in Messico, andando a giocare al Tigres UANL, squadra allenata dall'argentino Américo Gallego.
Il 26 dicembre 2010 passa all'Atlante.

### Nazionale
Il 2 aprile 2006 il CT Ricardo Lavolpe lo incluse nella lista dei 23 convocati per il campionato del mondo 2006 in Germania. L'attaccante ripagò, mettendo a segno una rete nella gara contro il Portogallo (valida per la fase a gironi), guadagnandosi, nonostante la sconfitta del Messico, il titolo di "Man of the Match". Dopo essere stato selezionato da Hugo Sánchez per la Gold Cup 2007, Kikín non venne chiamato per giocare la Copa América 2007. Con l'infortunio del titolare Jared Borgetti, Sánchez decise quindi di convocarlo, ma Fonseca declinò l'invito. Il CT portò in Venezuela, al posto suo, Juan Carlos Cacho.